# Центр по химии лекарственных средств
«ЦХЛС-ВНИХФИ» — российская научно-исследовательская организация. Полное наименование — Открытое акционерное общество «Центр по химии лекарственных средств». Штаб-квартира — в Москве. Зарегистрировано в качестве юридического лица в 2007 году. Создано в результате замещения активов на базе имущественного комплекса и трудового коллектива ФГУП ЦХЛС-ВНИХФИ.

## История
Центр по химии лекарственных средств является старейшей ведущей научно-исследовательской организацией в России по созданию, доклиническому исследованию и внедрению в производство высокоэффективных синтетических лекарственных средств.

### Дореволюционный период
- 1902 год — потомственным химиком и фармацевтом Владимиром Карловичем Феррейном в Москве учреждается паевое товарищество, объединившее фамильные аптеки, лаборатории, мастерские, фабрику, склады и сады лекарственных растений. Одним из подразделений компании является аналитическая лаборатория Товарищества «В. К. Феррейн», размещавшаяся рядом со зданием аптеки на Никольской улице.

### Национализация
- 1918 год — товарищество «В. К. Феррейн» национализируется, на базе аналитической лаборатории создаётся Аналитический институт.
- 30 ноября 1920 года — официальная дата основания ЦХЛС-ВНИХФИ. В этот день решением Главного управления государственными химико-фармацевтическими заводами ВСНХ на базе Аналитического института создаётся первый в России Научный химико-фармацевтический институт.

### Подъём химико-фармацевтической промышленности
- 1924 год — под руководством химика Онисима Юльевича Магидсона институт приступил к работам по извлечению йода из буровых вод нефтяных скважин методом адсорбции. Как потом написал О. Ю. Магидсон в «Журнале химической промышленности» в № 4 за 1935 год, «данный нами в 1924 году принцип холодного концентрирования йодсодержащих натуральных вод путём адсорбции оказался единственно правильным для разрешения йодного вопроса в нашем Союзе».
- 1929 год — приказом ВСНХ СССР от 31 января 1929 г. институт переименован в Научно-исследовательский химико-фармацевтический институт (НИХФИ) и начато строительство отдельного здания на Зубовской улице, дом 7 по проекту архитектора Дмитрия Иофана (родной брат Бориса Иофана), куда институт был переведён и расположен в нём по сей день. В том же году перед институтом поставлена задача по разработке препарата для борьбы с малярией, уносившей жизни сотни тысяч человек на юге России и в республиках Средней Азии. В результате работы под руководством профессора О. Ю. Магидсона созданы препараты акрихин, затем — бигумаль, в дальнейшем — хлорохин, хлоридин и другие.
- 1935 год — в подмосковной Старой Купавне при непосредственном участии специалистов НИХФИ начато строительство химико-фармацевтического завода по производству акрихина (ныне ОАО «Акрихин»), первая промышленная партия препарата выпущена 19 октября 1936 г.
- 1936 год — постановлением Президиума ВЦИК от 13 августа 1936 г. институту присвоено имя Серго Орджоникидзе — ещё при жизни этого видного государственного и партийного деятеля, революционера, народного комиссара ВСНХ, а затем тяжёлой промышленности СССР.
- 1937 год — институт переименован во Всесоюзный научно-исследовательский химико-фармацевтический институт (ВНИХФИ).

### Военный и послевоенный период
- 1941 год — профессору ВНИХФИ Онисиму Юльевичу Магидсону вручена Сталинская премия за разработку адсорбционного метода извлечения йода из буровых вод нефтяных скважин. Благодаря работам ВНИХФИ, перед войной «в СССР создана новая йодобромная промышленность оборонного значения на базе нефтяных буровых вод, благодаря чему наша страна освободилась от импорта йода и брома» — писал журнал «Фармация», 1941, № 1. С началом Великой Отечественной войны часть института эвакуирована в город Свердловск, где основан Свердловский филиал ВНИХФИ, впоследствии ставший самостоятельным Уральским научно-исследовательским институтом технологии медицинских препаратов. Свердловский филиал возглавил внедрение на сибирских фармацевтических предприятиях новых лекарственных средств, принял активное участие в строительстве и руководстве работой Анжеро-Судженского химико-фармацевтического завода (ныне ОАО «Асфарма»). Головной институт в Москве занимался в первую очередь производством необходимых фронту анальгетиков, сульфаниламидных препаратов, дезинфекционных средств.
- 1945 год — после победы в Великой Отечественной войне в июле 1945 года институт был переименован в Институт фармакологии, токсикологии и химиотерапии.
- 1946 год — постановлением Совета Министров СССР от 13 июня 1946 г. № 1243 институту возвращено наименование «Всесоюзный научно-исследовательский химико-фармацевтический институт им. Серго Орджоникидзе».
- 1981 год — за большие трудовые заслуги перед государством и обществом в области здравоохранения ВНИХФИ им. Серго Орджоникидзе награждён орденом Трудового Красного Знамени.
- 1989 год — приказом Министерства медицинской и микробиологической промышленности СССР от 14 апреля 1989 г. № 163 на базе ВНИХФИ и производственно-экспериментального завода ВНИХФИ создан «Центр по химии лекарственных средств» (ЦХЛС-ВНИХФИ).

### Постсоветский период
- 1998 год — приказом Минэкономики России от 3 марта 1998 г. № 67 «Центру по химии лекарственных средств» присвоен статус государственного унитарного предприятия и утверждён устав ГУП ЦХЛС-ВНИХФИ.
- 2001 год — приказом Министерства промышленности, науки и технологий Российской Федерации от 28 сентября 2001 г. № 349 утверждён новый устав Федерального государственного унитарного предприятия «Центр по химии лекарственных средств» (ФГУП ЦХЛС-ВНИХФИ).

### Банкротство
- 2007 год — решением Арбитражного суда города Москвы от 25 мая 2007 года по делу № А40-38246/05-101-81Б Федеральное государственное унитарное предприятие «Центр по химии лекарственных средств» признано несостоятельным. По решению общего собрания кредиторов проведено замещение активов должника путём создания открытого акционерного общества, что позволило не останавливать научную и производственную деятельность Центра. Открытое акционерное общество «Центр по химии лекарственных средств» (ОАО «ЦХЛС-ВНИХФИ») зарегистрировано в Едином государственном реестре юридических лиц 7 декабря 2007 года.

### Акционирование
- 2008 год — в уставный капитал ОАО «Центр по химии лекарственных средств» внесено всё имущество и исключительные права предприятия-банкрота. К открытому акционерному обществу также перешли права и обязанности работодателя. Центр продолжает осуществление основной деятельности, выполняет научно-исследовательские работы и производит фармацевтические субстанции.

## Правовые основы деятельности
ОАО «ЦХЛС-ВНИХФИ» включено в Перечень организаций и учреждений, осуществляющих проведение доклинических исследований лекарственных средств (пункт 28 приложения к письму Росздравнадзора от 27.05.2008 № 02И-267/08).
Центр является ведущей организацией, осуществляющей научно-техническую экспертизу проектов нормативной и технологической документации на производство синтетических лекарственных средств, одно- и многокомпонентных готовых лекарственных форм в соответствии с пунктом 4.9 и приложением А к Стандарту отрасли «Продукция медицинской промышленности. Технологические регламенты производства. Содержание, порядок разработки, согласования и утверждения. ОСТ 64-02-003-2002», утверждённому распоряжением Минпромнауки России от 15.04.2003 № Р-10.
ОАО «ЦХЛС-ВНИХФИ» также имеет лицензию Росздравнадзора на осуществление деятельности по производству лекарственных средств от 15.02.2008 № 99-04-000481.

## Лекарственные средства
Основной задачей института в 20-30 годах XX века стало создание в молодом социалистическом государстве — РСФСР собственной химико-фармацевтической промышленности и оперативное воспроизведение импортных лекарственных средств (дженериков) взамен импортных препаратов, закупаемых в капиталистических государствах, в первую очередь в Германской империи и Швейцарии. Накопленный опыт и серьёзная научная школа ВНИХФИ позволили впоследствии создавать оригинальные препараты, в том числе получившие мировое признание. В условиях настигшего Россию в 2008 году мирового финансового кризиса, опыт ЦХЛС-ВНИХФИ по воспроизведению импортных лекарственных средств вновь оказался востребован как основной элемент программы импортозамещения.

### Воспроизведённые препараты
В ЦХЛС-ВНИХФИ воспроизведено более 170 препаратов (дженериков), широко применяющихся в мировой медицинской практике, среди которых витамины Аскорбиновая кислота (витамин С), Ниацин (витамин РР), Тиамин (витамин В1), антисептик Йод (способ промышленного извлечения), серебросодержащие антисептики Колларгол и Протаргол, противомалярийное средство Акрихин, рентгеноконтрастные Сергозин и Триомбраст, противомикробные средства Сульфазин и Сульфален, стимулятор дыхания Цитизин (Цититон), антигистаминные (антиаллергические) препараты Димедрол и Дипразин, нейролептики Аминазин и Пропазин, антидепрессанты Имипрамин и Ипразид, ноотропные средства Ацефен, Аминалон, Пирацетам, холинолитик Циклодол, первый синтетический анальгетик Промедол, средство для ингаляционного наркоза Фторотан, современные нестероидные противовоспалительные препараты Ортофен и Ибупрофен, сердечно-сосудистые средства Клофелин, Празозин и Пармидин, местный анестетик и антиаритмик Лидокаин, общий анестетик Кетамин, гормональные препараты Мелатон, Метандростенолон, Преднизолон гемисукцинат, Синафлан, цитостатические препараты Миелосан, Меркаптопурин и Цисплатин, противорвотный Тропиндол и множество других препаратов.

### Оригинальные препараты
В ЦХЛС-ВНИХФИ разработано около 70 оригинальных препаратов, среди которых
- антидепрессанты (Азафен)
- альфа-адреноблокаторы (Тропафен)
- анальгетики (Промедол и Эстоцин)
- антиаритмические препараты III класса (Нибентан и Ниферидил)
- антибактериальные средства (Диоксидин, Метронидазола гемисукцинат, Сульфатон, Фтазин, Хиноксидин)
- антигистаминные препараты (Бикарфен, Фенкарол)
- антиглаукоматозные средства (Проксодолол и Проксофелин (глазные капли))
- антидепрессанты (Инказан, Пиразидол, Тетриндол)
- антидепрессанты-психостимуляторы (Сиднофен)
- антиоксиданты (Эмоксипин)
- антихолинэстеразные средства (Галантамин)
- бронхолитические средства (Тровентол)
- ганглиоблокаторы (Димеколин, Темехин)
- гипотензивные, антиангинальные и антиаритмические средства (Проксодолол, известное как Альбетор)
- курареподобные средства (Диплацин)
- прогестагенные препараты (Ацетомепрегенол)
- противовирусные средства (Бонафтон, Риодоксол, Теброфен, Тетраксолин (известное как мазь Оксолин), Арбидол, Флореналь)
- противогрибковые средства (Микозидин)
- противоопухолевые средства (Продимин, Проспидин, Спиробромин, Фопурин, Фотрин)
- противопаркинсонические средства (Тропацин)
- противотуберкулёзные средства (Диоксазид, Фтивазид)
- противоязвенные средства (Квидитен)
- психостимуляторы (Сиднокарб)
- радиозащитные средства (Мексамин)
- седативно-гипотензивные средства (Оксилидин)
- спазмолитики (Апрофен, Дипрофен, Феникаберан)
- средства для лечения язвенного колита (Салазодиметоксин и Салазопиридазин)
- холинолитики (Метацин, Платифиллин)
- холиномиметические средства (Ацеклидин)